# 무나시리 카툰
무나시리(한국 한자: 木納失裏 목납실리, 1307년(?) ~ 1372년 혹은 1343년, 1348년)는 원나라 혜종 토곤테무르(元惠宗)의 제3황후이다. 원나라에서 대대로 황후를 배출한 옹기라트(弘吉剌) 씨족이다. 그러나 그의 친정 가계는 기록에 전하지 않는다. 
정확한 생일과 친정에 대한 기록은 기록에 나타나지 않는다. 원 세조(元世祖)이후 오직 책보를 받은 황후만이 정궁황후(正宮皇后)로, 다나슈리(答納失里)가 폐위 되어 당시 제1황후로는 바얀 후투그(伯顔忽都)였으며 제2황후는 고려인 기황후(奇皇后), 다음인 그녀는 제3황후로 불렸으며, 제1황후였던 바얀 후투그가 죽자 제2황후였던 기황후가 정궁황후가 되었다. 그녀는 융복궁(隆福宮)에서 지내다가 선광 2년(1372년)에 생을 마감했다. 일설에는 무나시리는 1348년에 사망했다는 설, 1343년에 사망했다는 설도 있다.